# The Curious Case of Benjamin Button
The Curious Case of Benjamin Button (bra: O Curioso Caso de Benjamin Button; prt: O Estranho Caso de Benjamin Button) é um filme estadunidense de 2008, dos gêneros drama romântico e fantasia, dirigido por David Fincher, com roteiro de Eric Roth baseado no conto homônimo de F. Scott Fitzgerald, publicado na revista Collier's em maio de 1922. Estrelado por Brad Pitt e Cate Blanchett, o filme conta a história da vida de um homem que, com o passar dos anos, vai se rejuvenescendo, ao contrário de sua amada, que envelhece normalmente. O elenco de apoio é composto por Taraji P. Henson, Mahershala Ali, Julia Ormond, Jason Flemyng, Elias Koteas e Tilda Swinton.
O produtor Ray Stark havia adquirido os direitos cinematográficos do conto em meados da década de 1980, com a Universal Pictures apoiando o filme, mas lutou para fazer o projeto decolar até repassar os direitos aos produtores Kathleen Kennedy e Frank Marshall na década de 1990. Embora tenha sido transferido para a Paramount Pictures na década de 1990, o filme só entrou em produção depois que Fincher e Pitt assinaram contrato junto com o resto do elenco em 2005. A fotografia principal começou em novembro de 2006 e foi concluída em setembro de 2007. A Digital Domain atuou nos efeitos visuais do filme, realizando principalmente o processo de metamorfose do personagem de Pitt.
O filme foi lançado na América do Norte em 25 de dezembro de 2008 e recebeu críticas positivas dos críticos, que elogiaram a direção de Fincher, o desempenho de Pitt e os efeitos visuais. Se tornou um sucesso de bilheteria, arrecadando US$ 335,8 milhões em todo o mundo, contra seu orçamento de US$ 167 milhões. The Curious Case of Benjamin Button recebeu treze indicações ao Óscar, incluindo Melhor Filme, Melhor Diretor (para Fincher), Melhor Ator (para Pitt) e Melhor Atriz Coadjuvante (para Taraji P. Henson); venceu três: Melhor design de produção, Melhor Maquiagem e Melhores efeitos visuais.

## Enredo
Em agosto de 2005, a idosa Daisy Fuller está no seu leito de morte em um hospital de Nova Orleans à medida que o furacão Katrina se aproxima. Ela começa a contar para sua filha, Caroline, sobre uma estação de trem construída em 1918 e o Sr. Gateau, o melhor relojoeiro em todo o Sul dos Estados Unidos, que foi contratado para fazer um relógio para esta estação. O Sr. Gateau era cego e perdeu seu filho na Primeira Guerra Mundial, que o arrasou, mas ele continuou a trabalhar no relógio. Quando foi revelado na estação, o público ficou surpreso ao ver que o relógio contava o tempo para trás, o que o Sr. Gateau diz que ele o projetou assim para que os filhos que haviam sido perdidos na guerra pudessem voltar e viver suas vidas que terminaram muito cedo. Depois disso, o Sr. Gateau nunca mais foi visto, e as pessoas especularam que ele morreu de um coração partido ou foi para o mar.
No leito do hospital, a idosa pede a Caroline que ela leia em voz alta o diário de Benjamin Button que Daisy guardara consigo esses anos todos. A partir da leitura, revela-se que, na noite de 11 de novembro de 1918, um menino nasceu com a aparência e doenças físicas de um homem idoso. A mãe do bebê morreu após o parto, e o pai, Thomas Button, abandona o bebê no alpendre de um lar de idosos. Queenie e Sr. "Tizzy" Weathers, funcionários no lar de idosos, encontram o bebê e Queenie decide cuidar dele como se fosse seu. Benjamin aprende a andar em 1925, após o qual ele usa muletas no lugar de uma cadeira de rodas. No dia de Ação de Graças de 1930, Benjamin encontra Daisy, de sete anos de idade, cuja avó vive no lar de idosos. Ele e Daisy se tornam bons amigos. Mais tarde, ele aceita um trabalho em um rebocador capitaneado por Mike Clark. Benjamin também conhece Thomas Button, que não revela que ele é o pai de Benjamin. No outono de 1936, Benjamin sai de Nova Orleans para um trabalho de longo prazo com a equipe do rebocador; Daisy mais tarde é aceita em uma empresa de dança em Nova York sob o coreógrafo George Balanchine.
Em 1941, Benjamin está em Murmansk, onde ele começa a ter um caso com Elizabeth Abbott, esposa do Ministro do Comércio britânico. Em dezembro, o Japão ataca Pearl Harbor, empurrando os Estados Unidos para a Segunda Guerra Mundial. Mike voluntaria o barco para a Marinha dos Estados Unidos; a equipe é designada para tarefas de salvamento. Durante uma patrulha, o rebocador encontra um transporte submarino americano e os corpos de muitas tropas americanas. Um submarino alemão emerge; Mike pilota o rebocador a velocidade máxima enquanto um artilheiro alemão dispara no rebocador, matando a maioria da equipe, incluindo Mike. O rebocador encaminha o submarino, fazendo com que ele explodisse, afundando as duas embarcações. Benjamin e outro tripulante são resgatados pelos navios da Marinha dos EUA no dia seguinte.
Em maio de 1945, Benjamin retorna a Nova Orleans e se reúne com Queenie. Poucas semanas depois, ele se reune com Daisy; eles saem para o jantar. Ao não conseguir seduzi-lo depois, ela parte. Benjamin mais tarde se reúne com Thomas Button, que, em estado terminal, revela que ele é o pai de Benjamin e quer que Benjamin herde sua companhia de botão e sua propriedade.
Em 1947, Benjamin visita Daisy em Nova York sem aviso prévio, mas parou ao ver que ela se apaixonou por outra pessoa. Em 1954, a carreira dançante de Daisy termina quando sua perna é esmagada em um acidente automobilístico em Paris. Quando Benjamin a visita, Daisy fica espantada com a aparência juvenil, mas, frustrada por seus ferimentos, ela pede a ele que fique fora de sua vida. Em 1962, Daisy volta a Nova Orleans e se reúne com Benjamin. Agora com idades físicas comparáveis, eles se apaixonam e navegam juntos. Eles retornam para saber que Queenie morreu, depois se mudam juntos. Em 1967, Daisy, que abriu um estúdio de balé, diz a Benjamin que está grávida; ela dá à luz uma garota, Caroline, na primavera de 1968. Acreditando que ele não pode ser um pai adequado para sua filha devido ao seu envelhecimento inverso, Benjamin parte depois de vender seus pertences, deixando uma caderneta de conta bancária onde depositara quantia suficiente para Daisy e Caroline; ele viaja sozinho durante a década de 1970.
Benjamin retorna a Daisy em 1980, já com características físicas aos de um adolescente. Agora casada, Daisy apresenta-o, como amigo da família, ao marido e à filha. Daisy admite que ele estava certo em sair, pois percebe que não teria como cuidar dele jovem e da filha. Ela mais tarde visita Benjamin em seu hotel, onde eles novamente compartilham sua paixão um pelo outro, depois se separam mais uma vez.
Em 1990, a viúva Daisy é contactada pela assistência social que encontraram Benjamin, agora fisicamente um pré-adolescente. Quando ela chega, eles explicam que ele estava morando em um prédio condenado e foi levado ao hospital em condições físicas precárias e que eles encontraram seu nome em seu diário. Os trabalhadores sociais desconcertados também dizem que ele está exibindo sinais iniciais de demência. Daisy se muda para o lar de idosos em 1997 e cuida de Benjamin pelo resto de sua vida. Daisy diz que, em 2002, um novo relógio substituiu o Sr. Gateau na estação de trem, um relógio digital que contava o tempo para a frente, não para trás. Então, um ano depois, na primavera de 2003, Benjamin morre nos braços de Daisy, sendo fisicamente um bebê, mas cronologicamente, com 84 anos de idade. Tendo finalmente revelado a história do pai de Caroline para ela, Daisy morre enquanto o furacão Katrina se aproxima.
O filme termina com a narração de Benjamin sobre o porque as pessoas são trazidas para este mundo, relembrando todos os indivíduos que ele amava e perdeu ao longo de sua vida. O filme termina com alarmes tocando alto quando o Katrina inunda rapidamente uma sala de armazenamento mal iluminada que mantém o relógio substituído do Sr. Gateau, que continua a marcar para trás.

## Elenco
- Brad Pitt como Benjamin Button (adulto)
- Cate Blanchett como Daisy Fuller Button
- Taraji P. Henson como Queenie
- Julia Ormond como Caroline Fuller
- Jason Flemyng como Thomas Button
- Mahershala Ali como Tizzy
- Jared Harris como cap. Mike
- Elias Koteas como sr. Gateau
- Ed Metzger como Theodore Roosevelt
- Phyllis Somerville como Vovó Fuller
- Josh Stewart como Pleasant Curtis
- Tilda Swinton como Elizabeth Abbott
- Spencer Daniels como Benjamin Button – 12 anos
- Chandler Canterbury como Benjamin Button - 8 anos
- Elle Fanning como Daisy – 6 anos
- Madisen Beaty como Daisy – 11 anos
- Edith Ivey como a professora de piano

## Produção

### Desenvolvimento
O produtor Ray Stark comprou os direitos de The Curious Case of Benjamin Button para a realização de um filme em meados da década de 1980, sendo inicialmente planejado para distribuição da Universal Pictures. A primeira escolha para a direção na produção foi Frank Oz, com Martin Short sendo cogitado para o papel-título, mas Oz não conseguiu descobrir como fazer a história fluir em formato de um filme.
O filme foi escolhido para ser dirigido por Steven Spielberg em 1991, com Tom Cruise no papel principal, mas Spielberg deixou o projeto para dirigir Jurassic Park e A Lista de Schindler. Outros diretores cogitados foram Patrick Read Johnson e Agnieszka Holland; Stark posteriormente vendeu os direitos para os produtores Kathleen Kennedy e Frank Marshall, que levaram o filme para a Paramount Pictures, com a Universal ainda em parceria como co-produtora. No verão de 1994, o chefe do Maryland Film Office, Jack Gerbes, foi abordado com a possibilidade de rodar o filme em Baltimore. Em outubro de 1998, o roteirista Robin Swicord escreveu para o diretor Ron Howard um roteiro adaptado do conto, um projeto que inicialmente seria estrelado pelo ator John Travolta.
Em maio de 2000, a Paramount contratou o roteirista Jim Taylor para adaptar um roteiro do conto. O estúdio também convidou o diretor Spike Jonze para dirigir o projeto. Em junho de 2003, o diretor Gary Ross entrou em negociações finais para liderar o projeto com base em um novo esboço escrito pelo roteirista Eric Roth; em maio de 2004, o diretor David Fincher entrou em negociações para substituir Ross na direção do filme.

### Escolha do elenco
Em maio de 2005, os atores Brad Pitt e Cate Blanchett entraram em negociações para estrelar o filme; em setembro de 2006, os atores Tilda Swinton, Jason Flemyng e Taraji P. Henson também entraram em negociações para as filmagens. No mês de outubro seguinte, com a produção ainda por começar, a atriz Julia Ormond foi escolhida como a filha de Daisy, para quem a personagem de Blanchett conta a história de seu amor por Benjamin Button.
Brad Pitt havia colaborado com muitos de seus colegas de Benjamin Button em filmes anteriores. Ele co-estrelou com Ormond em Legends of the Fall, com Flemyng em Snatch - Porcos e Diamantes, com Jared Harris em Ocean's Twelve, com Blanchett em Babel e Swinton em Burn After Reading.

### Filmagens

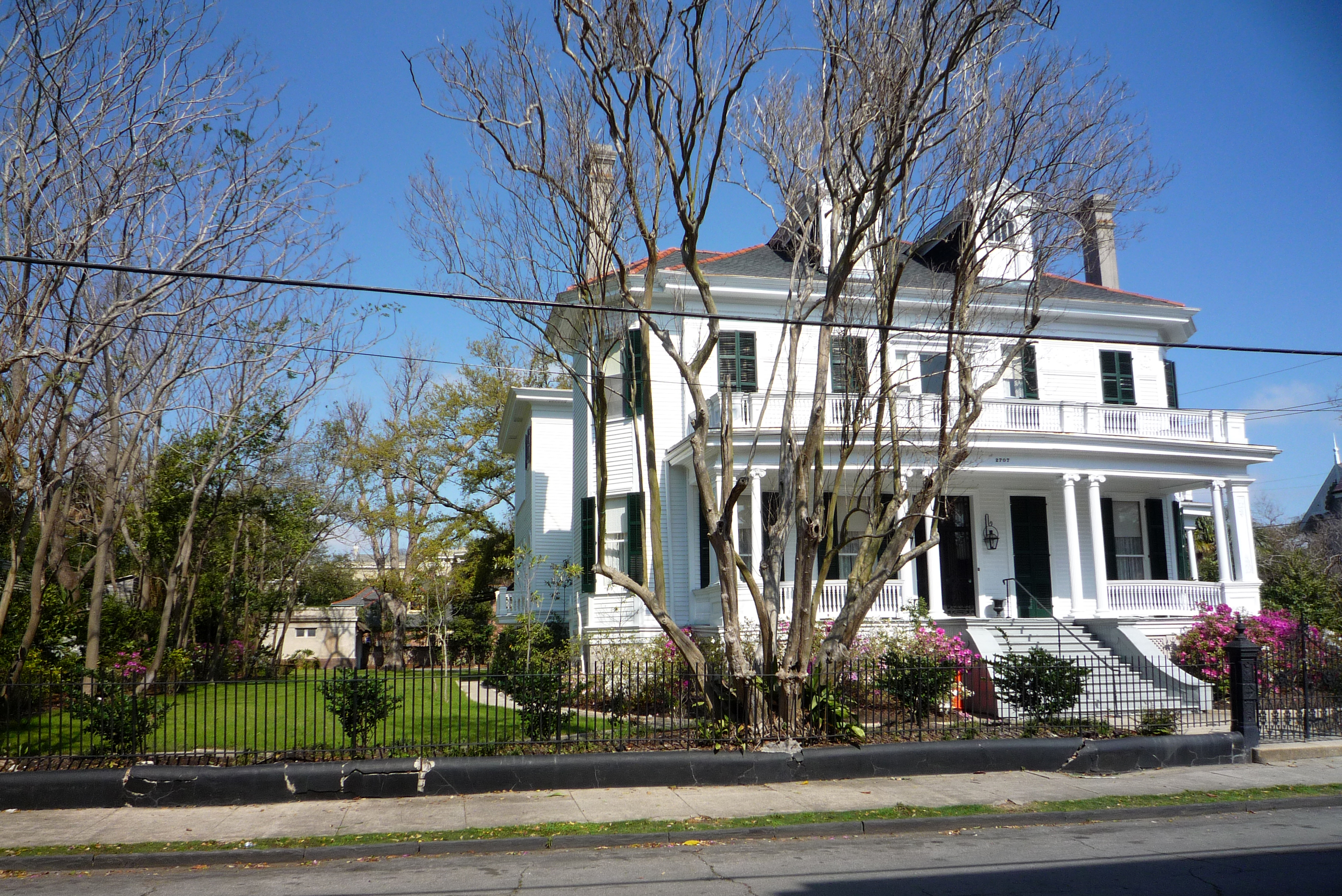
Algumas filmagens foram realizadas no Garden District de Nova Orleans, incluindo esta casa no número 2707 da Coliseum St

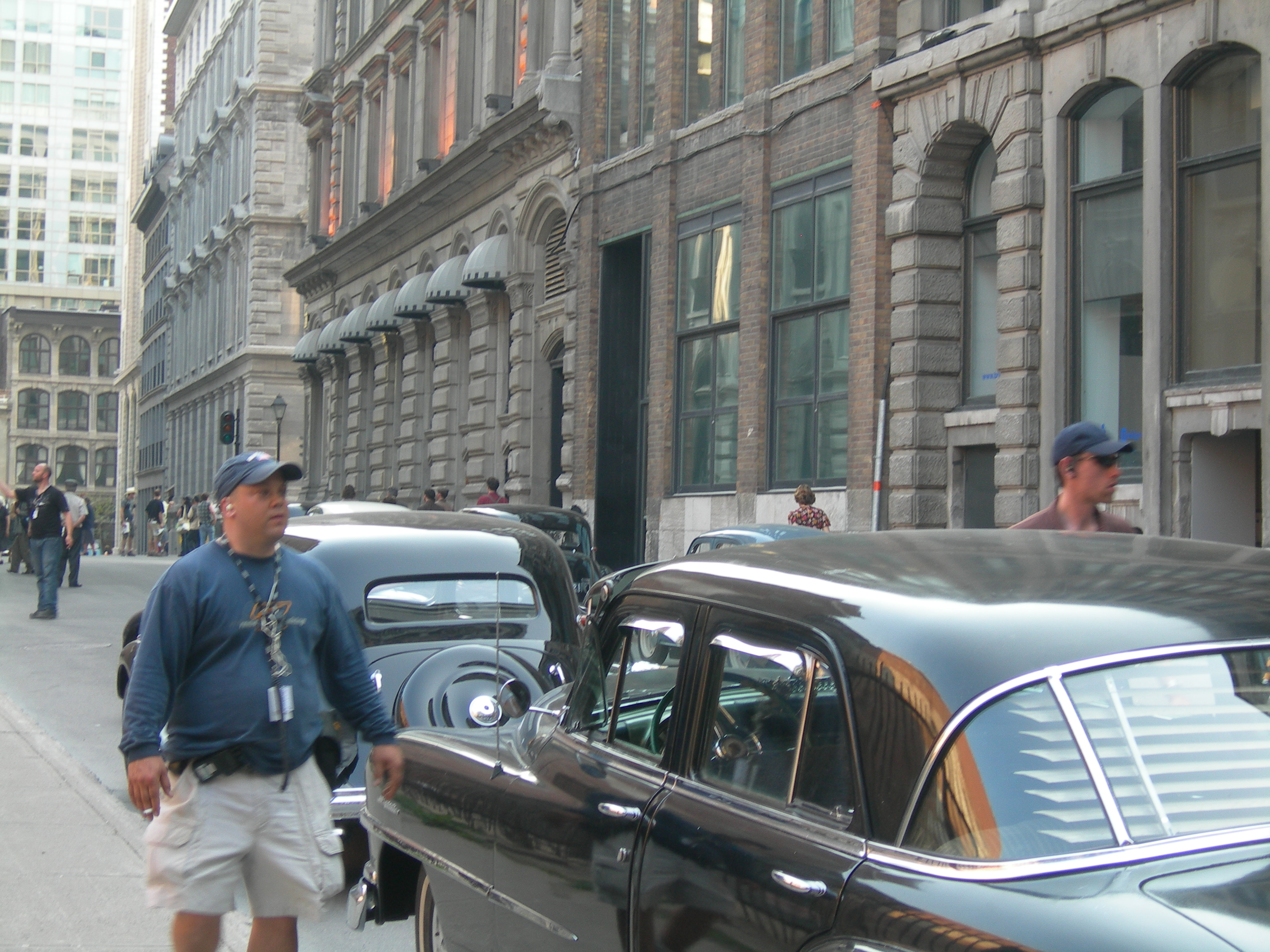
As cenas ambientadas na França foram rodadas no bairro Vieux-Montréal, Canadá.

Para Benjamin Button, Nova Orleans, Louisiana e arredores foram escolhidos como o local de filmagem da história para aproveitar os incentivos de produção do estado, com as filmagens começando em outubro de 2006. Filmando em Louisiana e aproveitando do incentivo cinematográfico do estado, a produção recebeu US$ 27 milhões que foram usados para financiar uma parcela significativa do orçamento de US$ 167 milhões do filme. As filmagens do filme começaram em 6 de novembro de 2006 em Nova Orleans. Em janeiro de 2007, Blanchett se juntou à gravações. Fincher elogiou a facilidade de acesso a conjuntos rurais e urbanos em Nova Orleans e disse que a recuperação do furacão Katrina não serviu como um obstáculo atípico à produção.
Em março de 2007, a produção mudou-se para Los Angeles por mais dois meses de filmagem. A fotografia principal foi direcionada para durar um total de 150 dias; tempo adicional foi necessário para a produtora de efeitos visuais Digital Domain realizar as cenas da metamorfose do personagem de Brad Pitt no estágio infantil. O diretor usou um sistema de câmeras chamado Contour, desenvolvido por Steve Perlman, para realizar a deformação facial do personagem de Pitt.
Vários ambientes digitais para o filme foram criados pela Matte World Digital, incluindo várias tomadas do interior da estação de trem de Nova Orleans, para mostrar alterações arquitetônicas e deterioração em diferentes épocas. A estação de trem foi construída como um modelo 3D e efeitos de iluminação e envelhecimento foram adicionados, usando o software de renderização Maxwell da Next Limit. A produção total foi concluída em setembro de 2007.

### Música
A partitura de The Curious Case of Benjamin Button foi escrita pelo compositor francês Alexandre Desplat, que gravou a trilha sonora com um conjunto de 87 peças da Hollywood Studio Symphony no Sony Scoring Stage.

## Lançamento e recepção
The Curious Case of Benjamin Button foi originalmente programado para ser lançado em maio de 2008, mas foi adiado para 26 de novembro de 2008. A data de lançamento foi adiada novamente para 25 de dezembro nos Estados Unidos.

### Mídia doméstica
O filme foi lançado em DVD em 5 de maio de 2009 pela Paramount e em Blu-ray e DVD em disco duplo pela The Criterion Collection. O lançamento da Criterion inclui mais de três horas de recursos especiais e um documentário sobre a produção do filme.

### Desempenho comercial
Em seu dia de abertura, o filme estreou na segunda posição, atrás de Marley & Eu, na América do Norte, com US$ 11.871.831 em 2.988 cinemas com uma média de US$ 3.973 por sala. No entanto, durante o seu fim de semana de abertura, o filme caiu para a terceira posição atrás de Marley & Eu e Bedtime Stories, com US$ 26.853.816 em 2.988 cinemas com uma média de US$ 8.987. O filme arrecadou US$ 127,5 milhões no mercado doméstico e US$ 206,4 milhões no mercado externo, com um total bruto de US$ 333,9 milhões.

### Resposta da crítica
The Curious Case of Benjamin Button tem recepção favorável por parte da crítica especializada. Com uma taxa de aprovação de 72% em base de 235 críticas, o Rotten Tomatoes publicou um consenso: "The Curious Case of Benjamin Button é um conto épico de fantasia com histórias ricas apoiado por performances fantásticas"; por parte da audiência do site, o filme tem 80% de aprovação. De acordo com o Metacritic, o filme tem uma pontuação média de 70/100, com base em 37 avaliações, indicando "resenhas geralmente favoráveis".
Roger Ebert do Chicago Sun Times deu ao filme duas e meia estrelas de quatro, dizendo que é "um filme esplendidamente feito baseado em uma premissa profundamente equivocada... A premissa do filme desvaloriza qualquer relacionamento, torna fútil qualquer amizade ou romance, e cospe, não no rosto do destino, mas para trás na boca do tempo". A. O. Scott do The New York Times declarou: "The Curious Case of Benjamin Button, com mais de duas horas e meia de duração, suspira de desejo e excita-se com intrigas ao investigar os enigmas filosóficos e paradoxos emocionais da condição de seu protagonista em um espírito que deve mais a Jorge Luis Borges do que a Fitzgerald"; Scott elogiou Fincher e escreveu: "Com base nos avanços de pioneiros como Steven Spielberg, Peter Jackson e Robert Zemeckis, Fincher acrescentou uma dimensão de delicadeza e graça ao cinema digital" e ainda afirma: "Enquanto ele está sobre os ombros de inovações como Minority Report, O Senhor dos Anéis e Forrest Gump, Benjamin Button pode ser o mais deslumbrante, tais híbrido ainda, precisamente porque é o mais sutil". Já Peter Bradshaw do The Guardian afirmou que o filme possui "166 minutos de tédio", dando-lhe uma estrela em cinco.

## Prêmios e indicações
| Prêmio             | Categoria                         | Recipiente                                                  | Resultado |
| ------------------ | --------------------------------- | ----------------------------------------------------------- | --------- |
| Globo de Ouro 2009 | Melhor filme - drama              | Kathleen Kennedy, Frank Marshall, Ceán Chaffin (prod.)      | indicados |
| Globo de Ouro 2009 | Melhor direção                    | David Fincher                                               | Indicado  |
| Globo de Ouro 2009 | Melhor ator - drama               | Brad Pitt                                                   | Indicado  |
| Globo de Ouro 2009 | Melhor roteiro                    | Eric Roth                                                   | Indicado  |
| Globo de Ouro 2009 | Melhor trilha sonora              | Alexandre Desplat                                           | Indicado  |
| Oscar 2009         | Melhor filme                      | Kathleen Kennedy, Frank Marshall, Ceán Chaffin (prod.)      | indicados |
| Oscar 2009         | Melhor direção                    | David Fincher                                               | Indicado  |
| Oscar 2009         | Melhor atriz coadjuvante          | Taraji P. Henson                                            | Indicada  |
| Oscar 2009         | Melhor ator                       | Brad Pittt                                                  | Indicado  |
| Oscar 2009         | Melhor trilha sonora              | Alexandre Desplat                                           | Indicado  |
| Oscar 2009         | Melhor fotografia                 | Claudio Miranda                                             | Indicado  |
| Oscar 2009         | Melhor som                        | David Parker, Michael Semanick, Ren Klyce, Mark Weingarten  | indicados |
| Oscar 2009         | Melhor roteiro adaptado           | Eric Roth, Robin Swicord                                    | Indicado  |
| Oscar 2009         | Melhor edição                     | Kirk Baxter, Angus Wall                                     | indicados |
| Oscar 2009         | Melhor maquiagem                  | Greg Cannom                                                 | Venceu    |
| Oscar 2009         | Melhor figurino                   | Jacqueline West                                             | Indicada  |
| Oscar 2009         | Melhor design de produção         | Donald Graham Burt; Victor J. Zolfo (cenografia)            | Venceram  |
| Oscar 2009         | Melhores efeitos visuais          | Eric Barba, Steve Preeg, Burt Dalton, Craig Barron          | Venceu    |
| BAFTA 2009         | Melhor filme                      | Kathleen Kennedy, Frank Marshall, Ceán Chaffin (prod.)      | Indicado  |
| BAFTA 2009         | Melhor direção                    | David Fincher                                               | Indicado  |
| BAFTA 2009         | Melhor ator                       | Brad Pitt                                                   | Indicado  |
| BAFTA 2009         | Melhor roteiro adaptado           | Eric Roth                                                   | Indicado  |
| BAFTA 2009         | Melhor trilha sonora              | Alexandre Desplat                                           | Indicado  |
| BAFTA 2009         | Melhor cinematografia             | Claudio Miranda                                             | Indicado  |
| BAFTA 2009         | Melhor montagem                   | Kirk Baxter, Angus Wall                                     | indicados |
| BAFTA 2009         | Melhor figurino                   | Jacqueline West                                             | Indicada  |
| BAFTA 2009         | Melhor design de produção         | Donald Graham Burt, Victor J Zolfo                          | venceram  |
| BAFTA 2009         | Melhores efeitos visuais          | Eric Barba, Craig Barron, Nathan McGuinness, Edson Williams | venceram  |
| BAFTA 2009         | Melhor maquiagem e caracterização | Jean Black, Colleen Callaghan                               | venceram  |